# San Giorgio Piacentino
San Giorgio Piacentino ist eine italienische Gemeinde (comune) mit 5559 Einwohnern (Stand 31. Dezember 2023) in der Provinz Piacenza in der Emilia-Romagna. Die Gemeinde liegt etwa 11 Kilometer südsüdöstlich von Piacenza am Nure im Val Nure.

## Verkehr
Im Gemeindegebiet liegt der Militärflugplatz Piacenza in der Nähe des Ortsteils San Damiano. Durch den Ort führt ferner der Pilgerwanderweg Via Francigena.